# William Bayer

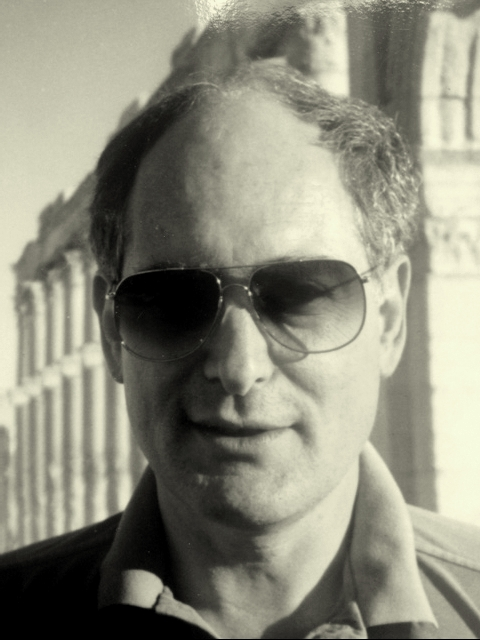
William Bayer, vor 2010

William Bayer (* 20. Februar 1939 in Cleveland, Ohio) ist ein US-amerikanischer Schriftsteller.

## Leben
Bayer ist der Sohn von Attorney Leo Bayer und dessen Ehefrau, der Drehbuchautorin Eleanor Perry. Neben ihren Brotberufen verfassten beide Eltern unter dem Pseudonym Oliver Weld Bayer auch einige Kriminalromane.
Seine Schulzeit begann Bayer 1946 an der Sidwell Friends School (Washington, D.C.); es folgten die Hawken School (Lyndhurst, Ohio) und die Philipps Exeter Academy (Exeter). Sofort im Anschluss daran begann er am Harvard College zu studieren und konnte dieses Studium (u. a. Kunstgeschichte) 1960 erfolgreich abschließen.
Seine ersten Schreibversuche begannen an der Universität, und 1962 konnte Bayer mit seinem Roman In search of a hero erfolgreich debütieren. Zwischen 1962 und 1968 arbeitete Bayer bei der United States Information Agency. Während dieser Zeit heiratete er die Schriftstellerin Paula Wolfert und lebte mit ihr nacheinander in Tanger, New York und San Francisco. Derzeit (2011) lebt Bayer zusammen mit seiner Ehefrau in Sonoma, Kalifornien.

## Rezeption
Bis auf zwei Romane, welche Bayer unter dem Pseudonym David Hunt publizierte, erschienen alle seine Werke unter seinem richtigen Namen. Erwähnenswert ist dabei der Zyklus um seinen Protagonisten Frank Janek, einem Polizeilieutenant des NYPD.

## Ehrungen
- 1970 Golden Hugo Award (Chicago International Film Festival) für seinen Film Mississippi Summer.
- 1982 Edgar Allan Poe Award (MWA) für seinen Roman Peregrine.
- 1994 Prix Calibre 38 für seinen Roman Mirror Maze.
- 1997 Lambda Literary Award für seinen Roman The magician's tale.
- 2004 Prix Mystère de la critique für seinen Roman The dream of the broken horses.

## Werke (Auswahl)

### Als William Bayer
Drehbücher
- Robert Iscove (Regie): Inspektor Janek und der Broadwaymörder („The silent betrayal“). 1994.
- Robert Iscove (Regie): Inspektor Janek und der Psychomörder („The Forget-me-not-murders“). 1994 (nach dem Roman Wallflower).
- Larry Elikann (Regie): When love kills. The seduction of John Hearn. 1993.
- Robert Iscove (Regie): Der Todesengel vom Grand Central („Terror on track 9“). 1992.
- Jud Taylor (Regie): Der Mörder im Dunkeln („Murder Times Seven“). 1990.
- Michael Tuchner (Regie): Cops im Zwielicht („Internal affairs“). 1988.
- Jud Taylor (Regie): Im Dschungel des Bösen („Doubletake“). 1988 (nach dem Roman Switch).
- William Bayer (Regie): Mississippi Summer. 1971.

Romane
- Search of a hero. A novel. World Publ., Cleveland 1962.
- Stardust. Dell, New York 1974.
- Visions of Isabelle. Delacorte Press, New York 1975, ISBN 0-440-09315-5.
- Tangier. Dutton, New York 1978, ISBN 0-525-21410-0.
- Punish me with kisses. Pocket Books, New York 1981, ISBN 0-671-41991-9.
- Frank-Janek-Zyklus

1. Der Killerfalke. Roman („Peregrine“). Goldmann, München 1988, ISBN 3-442-08938-7.
2. Tödlicher Tausch. Roman („Switch“). Zsolnay, Wien 1986, ISBN 3-552-03813-2.
3. Eiskalter Engel. Roman („Wallflower“). Goldmann, München 1996, ISBN 3-442-42916-1.
4. Mirror Maze. A novel. Villard, New York 1994, ISBN 0-679-41459-2.

- Unternehmen Felsendom. Roman („Pattern Crimes“). Blanvalet, München 1988, ISBN 3-7645-6753-8.
- Blinde Wut. Roman („Blind side“). Goldmann, München 1991, ISBN 3-442-09860-2.
- Tarot. Rivages, Paris 2001, ISBN 978-2-7436-0832-3.
- The dream of broken horses. A novel. Pocket Books, New York 2002, ISBN 0-7434-0336-3.
- La ville des Couteaux. Rivages, Paris 2008, ISBN 978-2-7436-1852-0.

Sachbücher
- Breaking through, selling out. Dropping dead & other notes on filmmaking. Macmillan, New York 1971.
- The Great Movies. Ridge Press, London / New York 1973, ISBN 0-600-33944-0.

### Als David Hunt
- Farben der Nacht. Roman („The magician's tale“). Heyne, München 1997, ISBN 3-453-12919-9.
- Geh nicht zurück. Roman („Trick of light“). Heyne, München 2000, ISBN 3-453-16301-X.